# Лубутен, Кристиан
Кристиа́н Лубуте́н или Лабута́н (фр. Christian Louboutin; род. 7 января 1964 года, Париж) — французский дизайнер-модельер обуви. Отличительный знак обуви модельера — красная подошва туфель, в моделях обуви использует экзотические виды кожи, стразы Swarovski, кружево ручной работы.
Работы Лубутена используются в коллекциях Жан-Поля Готье, Balmain, Джереми Скотта, Chloé, Givenchy, Дианы фон Фюрстенберг и других мастеров от-кутюр и прет-а-порте. Среди знаменитостей, носящих туфли Лубутена, — Бритни Спирс, Дита фон Тиз, Кристина Агилера, Мадонна, Сандра Буллок, Виктория Бэкхем. Характерный образ, создаваемый обувью модельера, нашёл отражение в популярной музыке (песня Дженнифер Лопес «Louboutins» и песня группы «Ленинград» «Экспонат», в которой упоминаются «лабутены»).

## Карьера

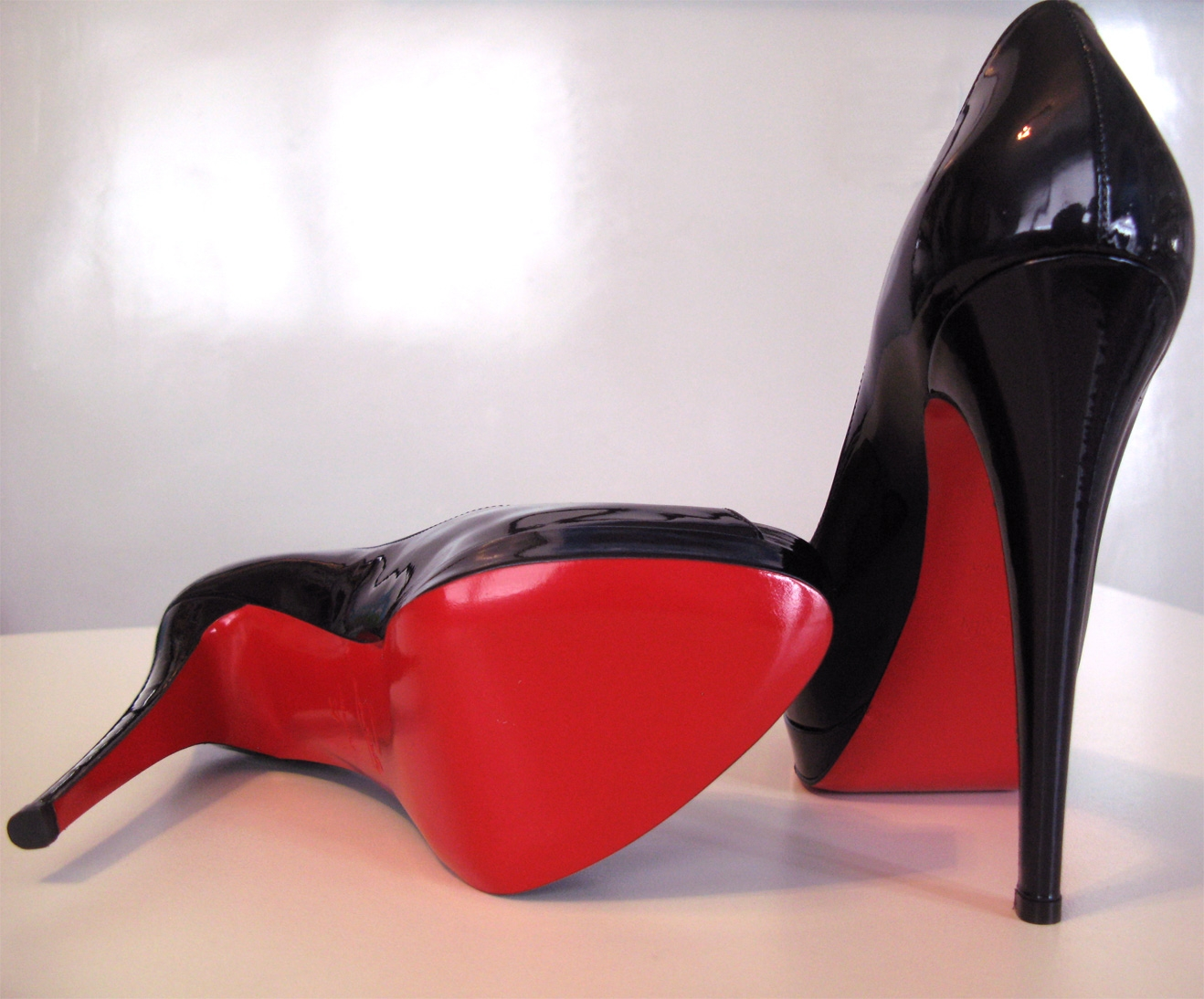
Туфли Christian Louboutin Altadama

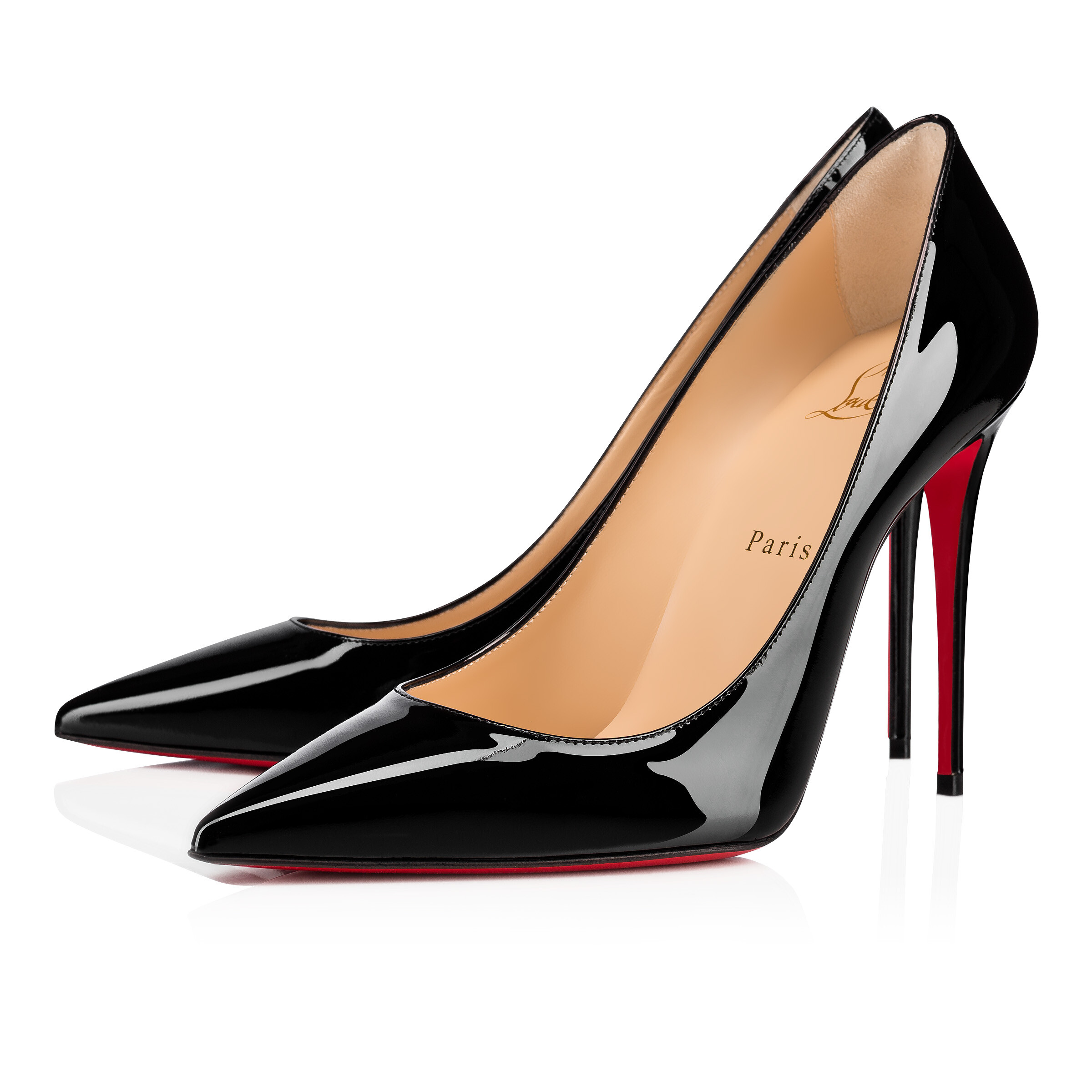
Чёрные туфли-лодочки от Лубутена

Первые эскизы рисовал в подростковом возрасте — это занятие занимало его гораздо больше учёбы. Первую работу получил в кабаре Folies Bergères, где в качестве разнорабочего помогал артистам за кулисами. В те же годы, в возрасте 16 лет, создал первую модель обуви, впоследствии отмечал, что «никто не умеет носить обувь на каблуке так, как танцор во время спектакля».
В 1976 году увлёкся искусством Востока и стран Африки, особенно впечатлили модельера изображения босых женщин; посетил Египет и Индию. В 1981 году вернулся в Париж с большим портфелем эскизов обуви, предлагал новые модели многим ведущим модным домам, но устроился на работу только к Шарлю Журдану. Кутюрье обучил его техническим азам, позволившим в будущем разработчику обуви начать своё дело. Позднее устроился учеником к Рожеру Вивье.
В 1991 году зарегистрировал собственную компанию Christian Louboutin.